# David Howell Evans
David Howell Evans, znan tudi pod nadimkom The Edge, irski kitarist in vokalist irske skupine U2, * 8. avgust 1961, Barking, Združeno kraljestvo.